# زبان اسلوونیایی

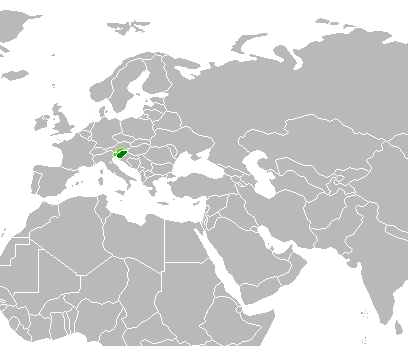
گسترهٔ اسلوونیایی‌زبانان

زبان اسلووِنیایی یا زبان اسلووینیایی (به اسلوونیایی: slovenski jezik اسلووِنسکی یِزیک، یا slovenščina اسلووِنش‌چینا) زبانی هندواروپایی از خانوادهٔ زبان‌های اسلاوی جنوبی است. نزدیک به ۲میلیون تن در گسترهٔ جهان به این زبان سخن می‌گویند که بیشترشان در کشور اسلوونی می‌زیند.
این زبان یکی از چند زبانی‌ست که شمارش دستوری دوگانه را از زبان نیاهندواروپایی در خود نگاه داشته‌است. همچنین، این زبان در کنار زبان اسلوواک زبان‌هایی‌اند که معنای واژه به واژهٔ نامشان اسلاوی (slověnьskъ در اسلاوونی باستان) است. همچنین این زبان یکی از زبان‌های رسمی اتحادیهٔ اروپاست.

## تاریخچه
مانند همهٔ زبان‌های اسلاوی، این زبان نیز ریشه در زبان نیااسلاوی دارد که از دل آن زبان کلیسایی اسلاوونیک باستان پدید آمد. کهن‌ترین دستنوشته به زبان‌های اسلاوی که به الفبای لاتین نوشته شده‌است به میان سال‌های ۹۷۲ تا ۱۰۹۳ (میلادی) برمی‌گردد.
ادبیات اسلوونیایی نخستین‌بار در سدهٔ ۱۶ میلادی، هنگامی که کشور کنونیِ اسلوونی بخشی از امپراتوری اتریش-مجار و زبان برگزیدهٔ آن سرزمین آلمانی بود، با کوشش گروهی سر برآورد، در آن هنگام، اسلوونیایی زبان تودهٔ مردم بود. در آن زمان آلمانی بسیار چیره بود و بسیاری از آلمانی‌گرایان، واژگان زبان آلمانی را به‌کار می‌بردند. همچنین برخی واژگان، به‌ویژه واژگان فنی، از آلمانی به اسلوونیایی وارد شدند، ولی بیشتر به ریختِ دست‌وپاشکسته. تا پیش از دههٔ ۱۹۲۰ نیز، هم برخی از دانشمندان اسلوونیایی از زبان آلمانی در جایگاه یک زبان بیگانه سود می‌بردند.
جنبش‌های ایلیری و پان‌اسلاویسم سبب وام‌گیری واژگانی از زبان صرب‌وکروات شد، برای نمونه یوسیپ یورچیچ نویسندهٔ نخستین داستان کوتاه به زبان اسلوونیایی (داستان برادر دهم، نشر در ۱۸۶۶) از زبان یادشده واژگانی را در داستانش به‌کار برد.
در جنگ جهانی دوم اسلوونی میان کشورهای ایتالیا، آلمان و مجارستان تقسیم شد و پیروزمندان، زبان اسلوونیایی را زیر فشار گذاردند. به‌ویژه آلمان‌ها با تبلیغات قول دادن حقوق برابر به اسلوونیایی‌ها در صورت دانستن زبان آلمانی می‌دادند. پس از پایان جنگ، اسلوونی بخشی از یوگسلاوی شد. اگرچه زبان اسلوونیایی یکی از زبان‌های رسمی آن فدراسیون خوانده می‌شد، ولی در عمل زبان صرب‌وکروات زبان رسمی بود و در این زمان دوباره سیل واژگان صرب‌وکروات به اسلوونیایی روان شد. تنها پس از استقلال اسلوونی در ۱۹۹۱ بود که اسلوونیایی به صورت زبان رسمی در سراسر کشور درآمد. ازاین‌رو استقلال اسلوونی جانی دوباره به زبان اسلوونیایی داد. با پیوستن اسلوونی به اتحادیهٔ اروپا، زبان اسلوونیایی نیز یکی از زبان‌های رسمی این اتحادیه گردید.

## الفبا و آواشناسی
| حرف   | آوا  | صداها           | نخستین حرف واژه              | آوانگاری واژه |
| ----- | ---- | --------------- | ---------------------------- | ------------- |
| A (a) | /a/  | [ɑ, (ʌ)]        | abecéda (="الفبا")           | [abɛtsed̪a]    |
| B (b) | /b/  | [b, (p)]        | beséda (="واژه")             | [bɛsed̪a]      |
| C (c) | /ts/ | [ts, (dz)]      | cvét (="شکوفه")              | [t̪sʋet̪]       |
| Č (č) | /tʃ/ | [tʃ, (dʒ)]      | časopís (="روزنامه")         | [tʃasɔpis]    |
| D (d) | /d/  | [d̪, (t̪)]        | dánes (="امروز")             | [d̪anəs]       |
| E (e) | /e/  | [e]             | sédem (="هفت" یا "من نشستم") | [sedəm]       |
| F (f) | /f/  | [f, (v)]        | fànt (="پسر")                | [fan̪t̪]        |
| G (g) | /g/  | [g, (k)]        | grad (="دژ")                 | [grad]        |
| H (h) | /h/  | [x, (ɣ)]        | híša (="خانه")               | [xiʃa]        |
| I (i) | /i/  | [i]             | iméti (="داشتن")             | [imeti]       |
| J (j) | /j/  | [j]             | jábolko (="سیب")             | [jabɔlkɔ]     |
| K (k) | /k/  | [k, (g)]        | kmèt (="روستایی")            | [kmɛt̪]        |
| L (l) | /l/  | [l, u, u̯]       | ljubézèn (="عشق")            | [ljubezɛn]    |
| M (m) | /m/  | [m, ɱ]          | mísliti (="اندیشیدن")        | [mislit̪i]     |
| N (n) | /n/  | [n̪, ŋ]          | novíce (="خبرها")            | [nɔʋitsɛ]     |
| O (o) | /o/  | [ɔ]             | oblák (="ابر")               | [ɔblak]       |
| P (p) | /p/  | [p, (b)]        | pomóč (="یاری")              | [pɔmoʧ]       |
| R (r) | /r/  | [ɾ, ɾ̩, r̩]       | rokenrol (="rock'n'roll")    | [rɔkenrɔl]    |
| S (s) | /s/  | [s, (z)]        | svét (="جهان")               | [sʋet]        |
| Š (š) | /ʃ/  | [ʃ, (ʒ)]        | šóla (="آموزشگاه")           | [ʃola]        |
| T (t) | /t/  | [t̪, (d̪)]        | tip (="گونه")                | [t̪ip]         |
| U (u) | /u/  | [u]             | ulica (="خیابان")            | [ulit̪sa]      |
| V (v) | /ʋ/  | [ʋ, u, ṷ, w, u̥] | vôda (="آب")                 | [ʋɔda]        |
| Z (z) | /z/  | [z, (s)]        | zrélo (="بالغ")              | [zrelo]       |
| Ž (ž) | /ʒ/  | [ʒ, (ʃ)]        | življènje (="زندگی")         | [ʒiʋljɛnjɛ]   |